# Faut le faire
Faut le faire est un téléroman québécoise en 69 épisodes de 25 minutes scénarisée par Réginald Boisvert et diffusée du 14 septembre 1977 au 31 août 1979 sur le réseau TVA.

## Synopsis
« Faut le faire » raconte la vie d'Ève et Denis, propriétaires d'une petite entreprise de poterie, et de leurs employés.

## Fiche technique
- Scénarisation : Réginald Boisvert
- Réalisation : Pierre A. Morin
- Société de production : Télé-Métropole

## Distribution
- Janine Mignolet : Ève Girard
- Jean Coutu : Denis Girard
- Danielle Manseau : Mignonne Pratte
- Roger Garceau : Méné Ledoux
- Septimiu Sever : Tintin Strokovsky
- Paul Dion : Serge Tougas
- Richard Niquette : Roméo Thibault
- Jean-Pierre Bélanger : Jean-Guy Lanctôt
- Muriel Berger : Éloïse Chicoine
- Louise Deschâtelets : Dora Latour
- Gisèle Dufour : Jeanne de Montmorency
- Nicole Filion : Simone Lanctôt
- Paul Hébert : Dr Beaudry

et aussi :
- Yves É. Arnau
- Marie Bégin
- Monique Bélisle
- Mario Benoît
- Pierre Dupuis
- Serge Elemond
- Jocelyne France
- Danielle Gagné
- Claude Gasse
- Luc Gingras
- Gaétan Girard
- Hélène Grégoire
- Richard Lalancette
- Denis LaRocque
- Sylvie Léonard
- Michel Mailhot
- Bondfield Marcoux
- Ginette Morin
- Hanna Poznanska
- Nicole Quévillon
- Mario Rodrigue
- Mireille Thibault
- Jacques Tourangeau
- Serge Turgeon